# Neuropatia słuchowa
 Neuropatia słuchowa  – inaczej: zaburzenie synchronizacji neuronalnej; jedna z postaci pozaślimakowych zaburzeń słuchu, która w znaczny sposób ogranicza korzyści z używania aparatów słuchowych. Neuropatię słuchową można rozpoznać u pacjentów, u których obserwuje się nieprawidłowości zapisu wywołanych potencjałów słuchowych pnia mózgu (ABR) i brak odruchów strzemiączkowych w audiometrii impedancyjnej mimo rejestracji otoemisji akustycznych. Pacjenci z tym zaburzeniem mają duże trudności z rozumieniem mowy, szczególnie w hałasie.

## Etiologia i patogeneza
Czynniki predysponujące do wystąpienia neuropatii słuchowej: 
- obciążenia okołoporodowe (hipoksja lub hyperbilirubinemia),
- schorzenia genetyczne (na przykład typ I i II zespołu Charcot-Marie-Tooth bądź zespół Guillain-Barre) – przypuszcza się, że są przyczyną około 40% przypadków,
- równoległe występowanie chorób: cukrzycy i mocznicy,
- działania niepożądane leczenia cisplatyną.

Badania nad  patomechanizmem neuropatii słuchowej  przez wiele lat prowadził William Gibson. Związał on neuropatię słuchową z zachowaniem czynności komórek słuchowych zewnętrznych przy uszkodzeniu komórek słuchowych wewnętrznych. Tę hipotezą oparł na badaniach elektrofizjologicznych, podczas których rejestrował duże potencjały mikrofoniczne (CM, ang. Cochlear Microphonic) i nieprawidłowo dodatnie potencjały sumacyjne (APSP, ang. Abnormal Positive Summating Potential) w elektrokochleografii. Obserwował również desynchronizację neuronalną w badaniu akustycznie wywołanych potencjałów słuchowych pnia mózgu (ABR, ang. Auditory Brainstem Responce), przy prawidłowym zapisie (świadczącym o dobrej synchronizacji) w elektrycznie wywołanych potencjałach słuchowych pnia mózgu (EABR, ang. Electric Auditory Brainstem Responce). Badania prowadzone przez innych naukowców sugerują, że patomechanizm neuropatii słuchowej może wiązać się z zaburzeniami synchronizacji we włóknach nerwu ósmego lub brakiem współdziałania między aferentną i eferentną drogą słuchową.

## Obraz kliniczny
U osób dotkniętych neuropatią słuchową stwierdza się niedosłuch odbiorczy o charakterze pozaślimakowym od niewielkiego do głębokiego stopnia, przy czym próg słyszenia najczęściej jest  bardziej podwyższony w zakresie małych częstotliwości.
Objawy oraz wyniki badań audiologicznych i radiologicznych:
- słabe rozumienie mowy, szczególnie w obecności hałasu,
- niedosłuch fluktuacyjny (zmienny próg słyszenia w audiometrii tonalnej, okresowo lepsze rozumienie mowy w audiometrii słownej),
- brak odpowiedzi lub nieprawidłowa morfologia zapisu słuchowych potencjałów wywołanych pnia mózgu,
- obecność emisji akustycznych oraz zniesienie ich eferentnej supresji przy stymulacji kontralateralnej,
- niewystępowanie odruchów mięśnia strzemiączkowego (przy ipsi- i kontralateralnym podaniu bodźca),
- brak poprawy rozumienia mowy po zastosowaniu aparatów słuchowych u większości pacjentów,
- prawidłowy wynik badań obrazowych (tomografii komputerowej i magnetycznego rezonansu jądrowego) przemawiający przeciwko istnieniu patologii,
- choroba może występować jako samodzielna jednostka lub uogólniony proces neuropatologiczny, tj. z towarzyszącymi neuropatiami obwodowymi.

 Objawy centralnych zaburzeń słuchu (zaburzenia centralnych procesów przetwarzania słuchowego):
- zaburzenia rozumienia mowy, szczególnie w obecności hałasu,
- zaburzenia koncentracji uwagi z nadreaktywnością (ADHD),
- zaburzenia koncentracji uwagi,
- trudności w wypełnianiu poleceń, szczególnie podawanych werbalnie,
- złe wyniki w nauce przy prawidłowym poziomie inteligencji, mierzonym testami niewerbalnymi,
- zaburzenia lokalizacji dźwięku.

## Diagnostyka
Odkąd neuropatię słuchową uznaje się za zaburzenie funkcji nerwu słuchowego lub komórek słuchowych wewnętrznych, przy jednoczesnym zachowaniu czynności komórek zewnętrznych, za najprzydatniejsze uważa się testy:
- otoemisję akustyczną,
- elektrokochleografię,
- badanie wywołanych potencjałów słuchowych pnia mózgu,
- audiometrię impedancyjną.